# Alvilág bírái
Alvilági bírák (másképp: az igazság bírái) Aiakosz, Minósz  és Rhadamanthüsz; az alvilág bírái Zeusz halandó fiai: Aiakosz anyja Aigina nimfa, Minósz és Rhadamanthüsz anyja Európé. Híres igazságszeretetük és bölcsességük miatt Zeusz mindhármukat Hádész szolgálatába állította, ők döntöttek az elhunytak lelkének további sorsa felől. A bűnösöket a Tartaroszba (az örök kínok és gyötrelmes bűnhődések helyére), a jókat és igazságosokat az Élüszion mezejére küldték (a baj és gond nélküli élet és a kedvtelések helyére); akik pedig jók és gonoszok is voltak életükben (vagy egyik sem), azokat a vad és kietlen Könnyek mezejére küldték, ahol az aszfodélosszal benőtt réten bolyongott a lelkük.